# Vladislav Čáp
Vladislav Čáp (* 13. April 1926 in Prag; † 30. Dezember 2001 ebenda) war ein tschechoslowakischer Eiskunstläufer, Schiedsrichter, Elektrotechniker und Lichtkünstler.

## Leben
Čáp studierte Elektrotechnik (Schwachstrom) an der Tschechischen Technischen Universität Prag, widmete sich zunächst aber dem Einzellauf im Eiskunstlauf. Er wurde 1947 in Davos Vize-Europameister hinter Hans Gerschwiler. Im gleichen Jahr erreichte er mit dem vierten Platz bei der Weltmeisterschaft auch sein bestes Ergebnis bei Weltmeisterschaften. 1948 nahm er an den Olympischen Spielen in St. Moritz teil und beendete sie auf dem zehnten Platz. Später betätigte er sich als internationaler Schiedsrichter im Eiskunstlauf und Funktionär der Internationalen Eislaufunion ISU.
1959 wurde er verhaftet und 1960 wegen angeblicher Spionagetätigkeit zu fünf Jahren Gefängnis verurteilt, wovon er dreieinhalb Jahre in der Haft blieb. Ab 1964 arbeitete er im Szenographischen Institut und beschäftigte sich mit Licht in der Kunst, wobei er einige Erfolge vorweisen konnte. Nach 1969 hielt er Vorlesungen an der Theaterfakultät der Akademie der Musischen Künste in Prag (DAMU) und wechselte kurz danach in die Entwicklungs- und experimentelle Abteilung des Fernsehsenders Československá televize, wo er bis zu seiner Verrentung (etwa 1990/1991) arbeitete. Als Rentner beteiligte sich Čáp an einigen Projekten im Bereich der Beleuchtung von Gebäuden, dies auch im Ausland (bis etwa 1995).

## Sportliche Ergebnisse
| Wettbewerb / Jahr       | 1947 | 1948 | 1949 |
| ----------------------- | ---- | ---- | ---- |
| Olympische Winterspiele |      | 10.  |      |
| Weltmeisterschaften     | 4.   | 10.  |      |
| Europameisterschaften   | 2.   | 8.   | 5.   |

Seine einzige Medaille - Silber - gewann Čáp 1947 in Davos.